# 1-ша постійна протимінна група НАТО

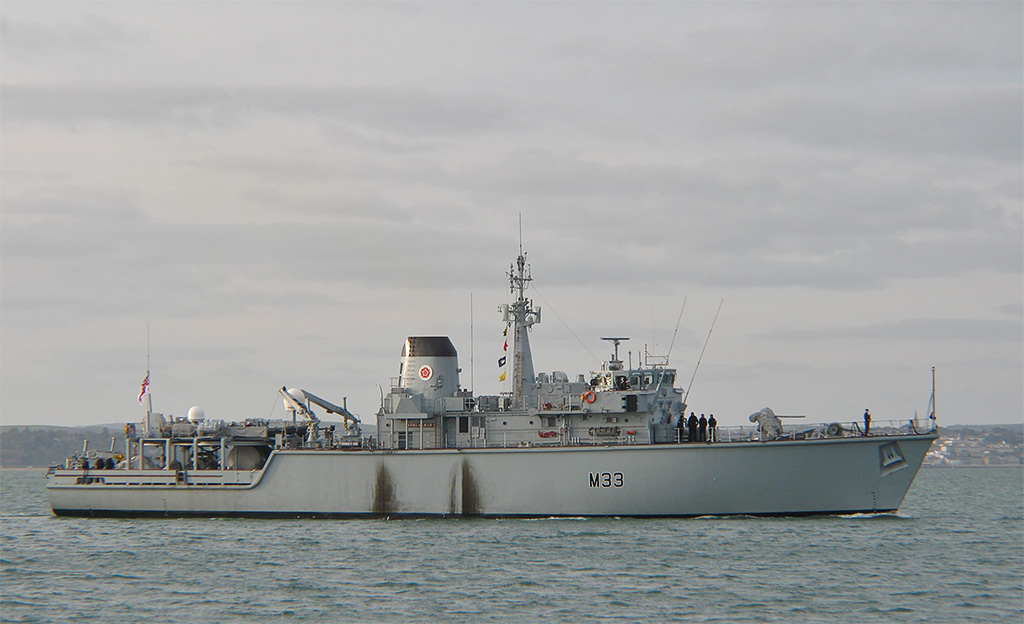
Тральщик «HMS Brocklesby» військово-морських сил Великої Британії (входить до складу 1-ї постійної протимінної групи)

1-а постійна протимінна група НАТО (англ. Standing NATO Mine Countermeasures Group 1; SNMCMG1) — одна з морських груп швидкого реагування НАТО. Утворена в травні 1973 року. До 1 січня 2005 року мала назву Постійна протимінна група північного регіону (MCMFORNORTH). Нині група складається з головного штабного судна і тральників, що належать військово-морським силам Бельгії, Німеччини, Нідерландів, Норвегії, Великої Британії, Данії і Польщі.
Також до цієї групи періодично приєднуються інші кораблі військово-морських сил країн-членів НАТО, зокрема з 2005 року у розпорядження групи надходять судна військово-морських сил Естонії, Латвії і Литви. Мета групи — пошук, виявлення та знищення морських мін, а також супровід кораблів і суден через мінні загородження.
Акваторія пошуку простягається від Норвезького до Середземного морів, а також від Ірландського до Балтійського морів. З 1998 року група також проводить операції у територіальних водах США, Канади та Ісландії.
Ротація відбувається раз у шість місяців. Командувач постійною групою призначається на строк до одного року. З 1 січня 2013 року групою командує Петер Сікора.

## Поточний склад групи
- штабне судно «Адмірал Ксаверій Черницький» (Польща);
- тральник «Brocklesby» (Велика Британія);
- тральник «Datteln» (Німеччина);
- тральник «Haarlem» (Нідерланди);
- тральник «Narcis» (Бельгія).

## Командувачі
| №   | Ім'я           | Країна походження | Початок повноважень | Кінець повноважень |
| --- | -------------- | ----------------- | ------------------- | ------------------ |
| 1.  | Ф. ван Бейджин | Бельгія           | 1973                | 1974               |
| 2.  | П. Маккарен    | Велика Британія   | 1974                | 1976               |
| 3.  | П. Бейкер      | Нідерланди        | 1976                | 1977               |
| 4.  | П. Мерін       | Бельгія           | 1977                | 1979               |
| 5.  | Х. Вілліс      | Велика Британія   | 1979                | 1980               |
| 6.  | В. Гарбертс    | Нідерланди        | 1980                | 1982               |
| 7.  | Ф. Джейкобі    | Німеччина         | 1982                | 1983               |
| 8.  | Г. Бушард      | Бельгія           | 1983                | 1984               |
| 9.  | Р. Мур         | Велика Британія   | 1984                | 1985               |
| 10. | Д. Слоутер     | Нідерланди        | 1985                | 1986               |
| 11. | Х. Дженерт     | Німеччина         | 1986                | 1987               |
| 12. | Р. Кайперс     | Бельгія           | 1987                | 1988               |
| 13. | П. Гейл        | Велика Британія   | 1988                | 1989               |
| 14. | А. Маас        | Нідерланди        | 1989                | 1990               |
| 15. | Д. Шрек        | Німеччина         | 1990                | 1991               |
| 16. | С. Сейл        | Бельгія           | 1991                | 1992               |
| 17. | Т. Хілдслі     | Велика Британія   | 1992                | 1993               |
| 18. | Т. Делакур     | Нідерланди        | 1993                | 1994               |
| 19. | Н. Воолз       | Велика Британія   | 1994                | 1995               |
| 20. | Г. Леджейн     | Бельгія           | 1995                | 1996               |
| 21. | К. Велборн     | Велика Британія   | 1996                | 1997               |
| 22. | П. Гансен      | Данія             | 1997                | 1998               |
| 23. | Г. Флейдж      | Норвегія          | 1998                | 1999               |
| 24. | Дж. Клейвд     | Нідерланди        | 1999                | 2000               |
| 25. | Г. Буш         | Німеччина         | 2000                | 2001               |
| 26. | Дж. Соуседж    | Бельгія           | 2001                | 2002               |
| 27. | Е. Кейсер      | Велика Британія   | 2002                | 2003               |
| 28. | М. Флечстед    | Данія             | 2003                | 2004               |
| 29. | П. Картвейд    | Норвегія          | 2004                | 2005               |
| 30. | Н. Воссоу      | Нідерланди        | 2005                | 2006               |
| 31. | А. Страйкер    | Німеччина         | 2006                | 2007               |
| 32. | С. Отс         | Бельгія           | 2007                | 2008               |
| 33. | К. Девіс       | Велика Британія   | 2008                | 2009               |
| 34. | Г. Расмуссен   | Данія             | 2009                | 2010               |
| 35. | К. Рібок       | Польща            | 2010                | 2011               |
| 36. | Г. Ламерс      | Нідерланди        | 2011                | 2011               |
| 37. | Г. Террін      | Бельгія           | 2011                | 2012               |
| 38. | Е. Хансен      | Норвегія          | 2012                | 2012               |
| 39. | І. Джейнен     | Бельгія           | 2012                | 2013               |
| 40. | П. Сікора      | Польща            | 2013                |                    |